# Rue Saint-Jean (Nancy)
Pour les articles homonymes, voir Rue Saint-Jean.
La rue Saint-Jean est une des principales artères du centre-ville de la commune de Nancy, dans le département de Meurthe-et-Moselle, en région Lorraine.

## Situation et accès
Constituant un des principaux axes est-ouest du centre-ville, la rue Saint-Jean est placée au sein de la Ville-neuve, et appartient administrativement au quartier Charles III - Centre Ville.
La rue Saint-Jean relie les rues Chanzy et Léopold-Lallement, à proximité immédiate de la place Maginot et de gare, à l'ouest, à la rue Saint-Dizier, au carrefour dénommé Point Central. La rue Saint-Jean, en descente depuis la place Maginot en direction de la Meurthe, est prolongée vers l'est par la rue Saint-Georges. La voie possède également des intersections avec les rues Raugraff, des Carmes, de la Visitation, des Ponts, Gilbert, Notre-Dame, Bénit et Clodion. C'est une rue piétonne qui laisse cependant passer le tramway sur toute sa longueur.
Accès
L'est de la rue Saint-Jean, au niveau du Point Central, est desservi par la ligne 1 du tramway du réseau STAN, via la station éponyme ; la desserte de l'ouest de la rue étant assurée par l’arrêt Maginot. De nombreuses lignes de bus relient également des points à proximité de la voie. 
Depuis le 12 mars 2023, le tramway est définitivement arrêté, les solutions de remplacement ne sont pas totalement définies. 

## Origine du nom
La rue tire son nom du ruisseau Saint-Jean qui suivait son cours et formait l'étang Saint-Jean.

## Historique
Cette rue fut la principale artère transversale de la Ville-neuve de Nancy.

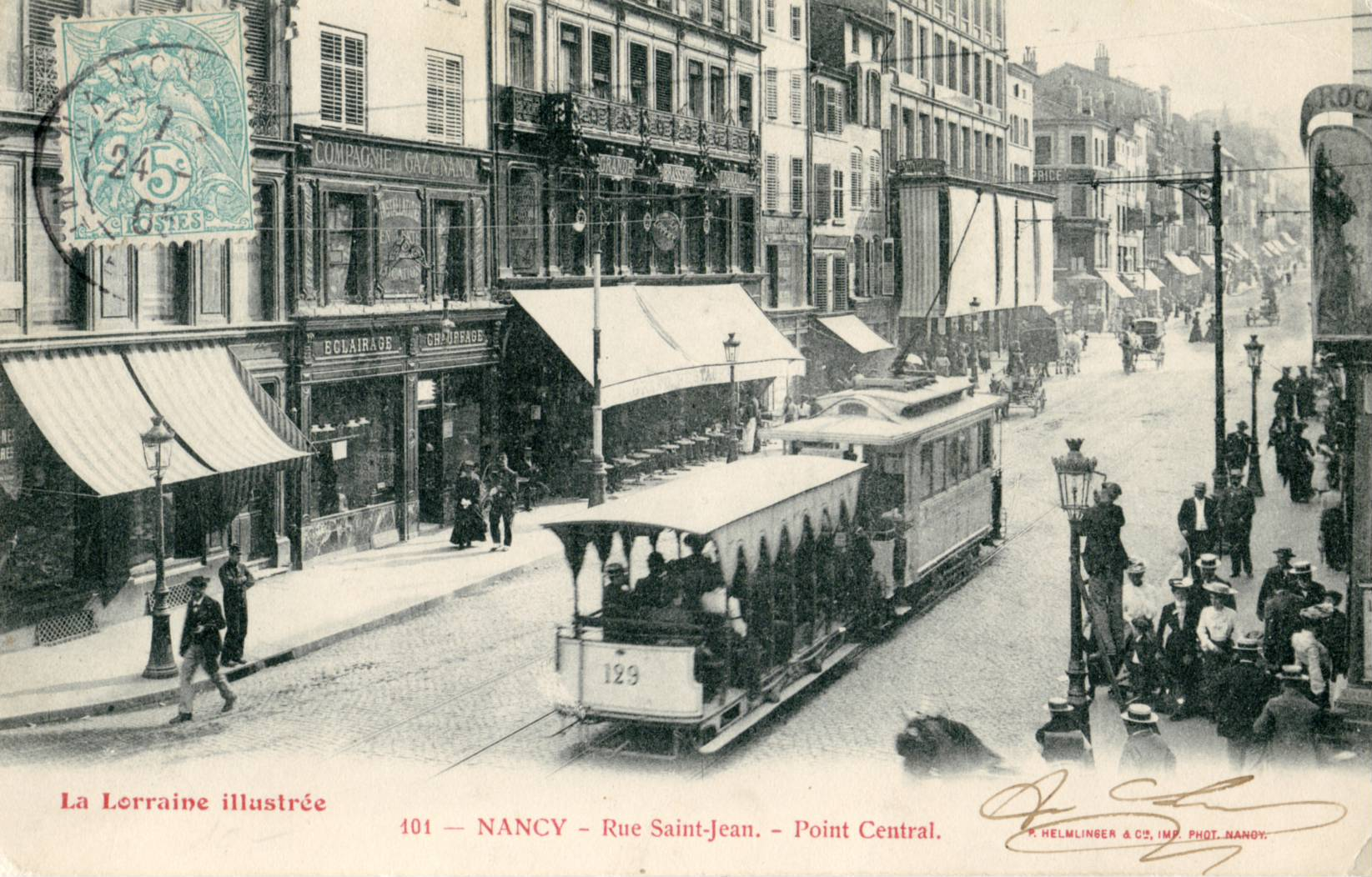
Rue Saint-Jean en 1901.
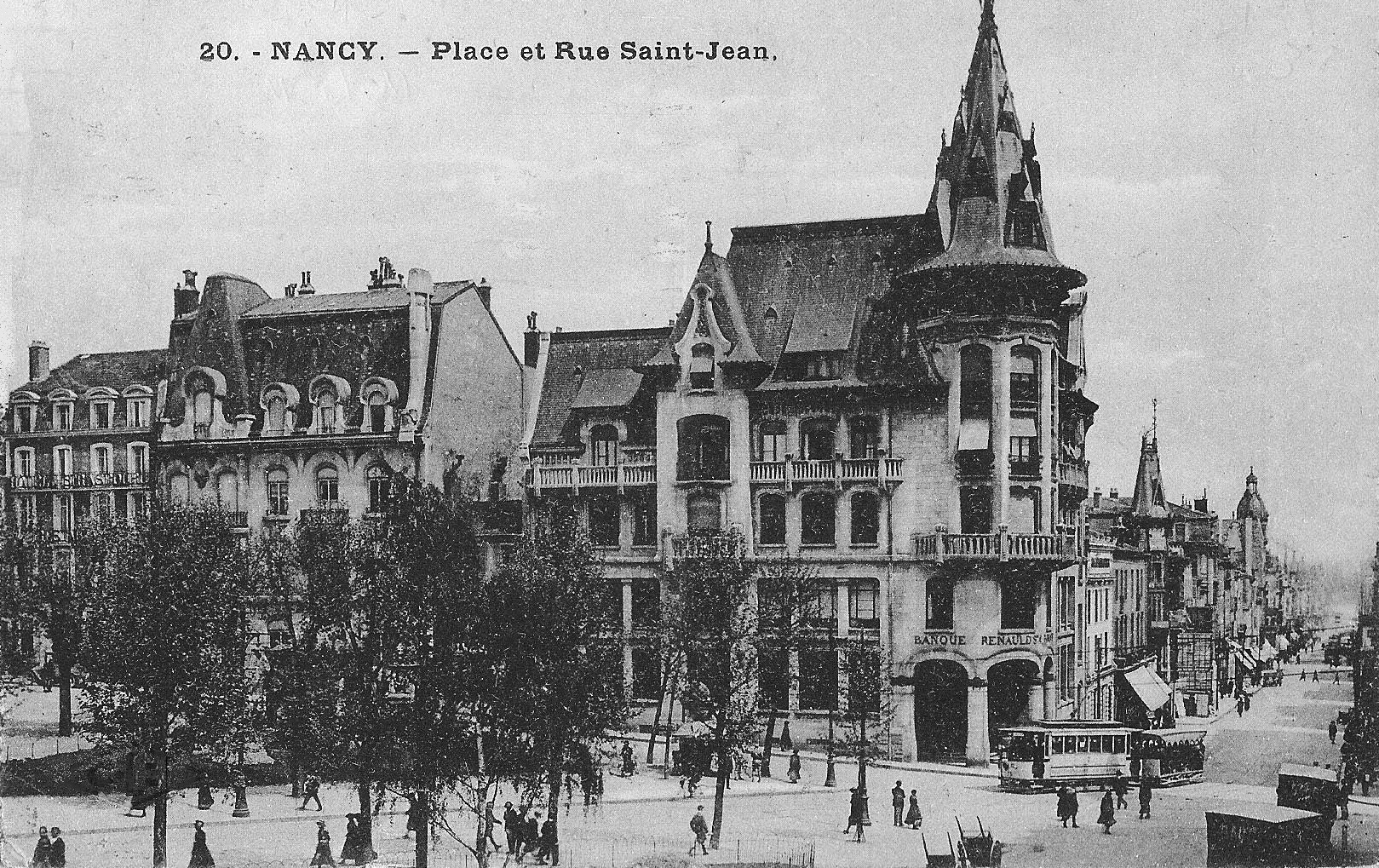
Banque Charles Renauld vue de la place Maginot, début XXe siècle.
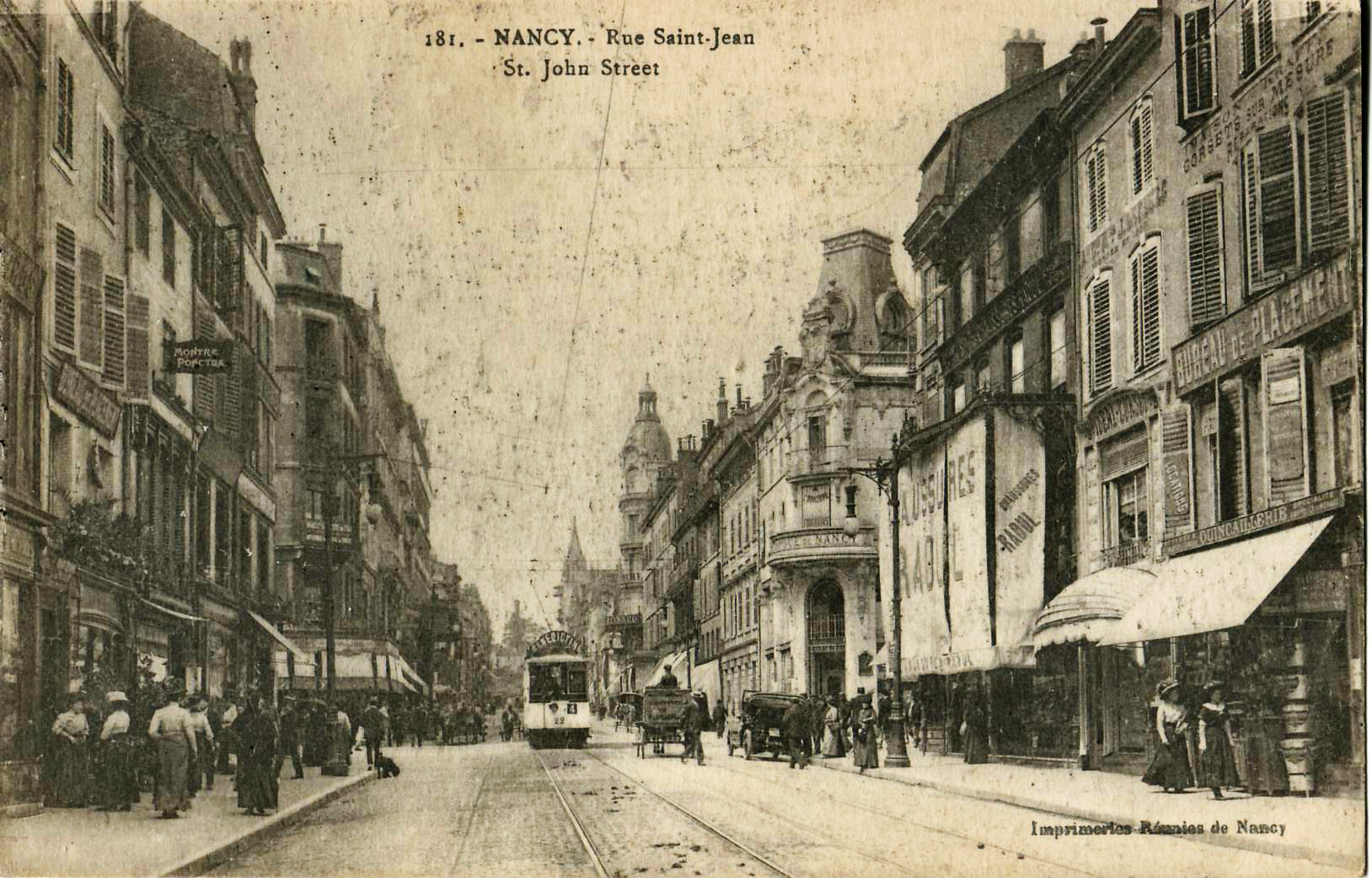
Rue Saint-Jean au début du XXe siècle. Bibliothèque du Congrès.

## Bâtiments remarquables et lieux de mémoire
- n°2-4 : ancienne banque d'Alsace Lorraine construit en 1926 par l’architecte Pierre Le Bourgeois.

- n°15-21 : Magasin Vaxelaire à l'angle de la rue Raugraff.

- n°40 : immeuble construit en 1886 par l’architecte Charles André.

- n°48 :  ancien Palais de la Bière construit en 1925 par l’architecte Pierre Le Bourgeois.

- no 52 : Graineterie Génin-Louis construit en 1901 par l’architecte Henri Gutton, édifice objet d'une inscription au titre des monuments historiques en 1976[2].

- no 58 : banque Charles Renauld construit en 1910 par les architectes Émile André et Paul Charbonnier, édifice objet d'une inscription au titre des monuments historiques en 1994, puis d’un classement en 1996[3].

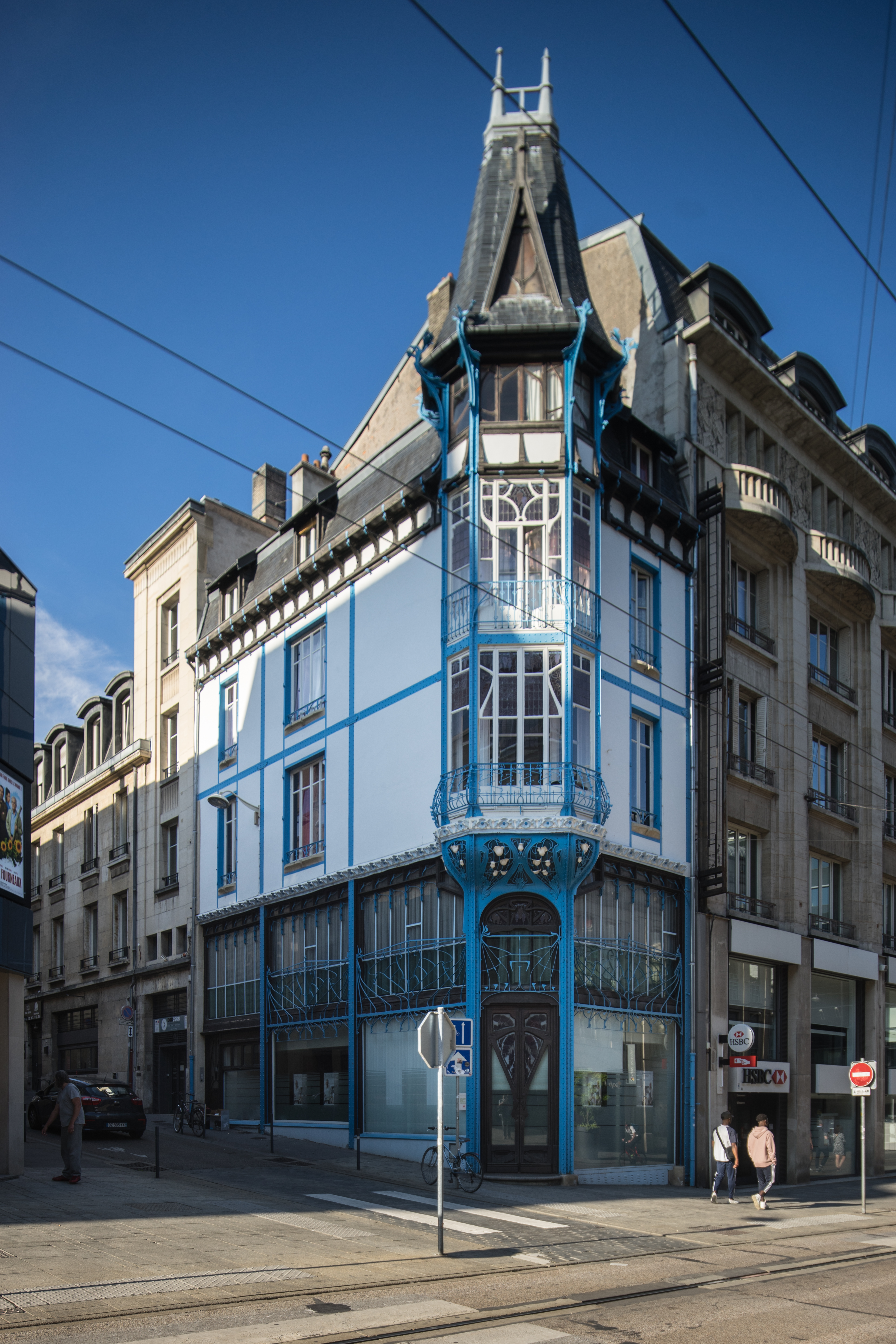
Immeuble Génin-Louis, à l'angle de la rue Bénit.
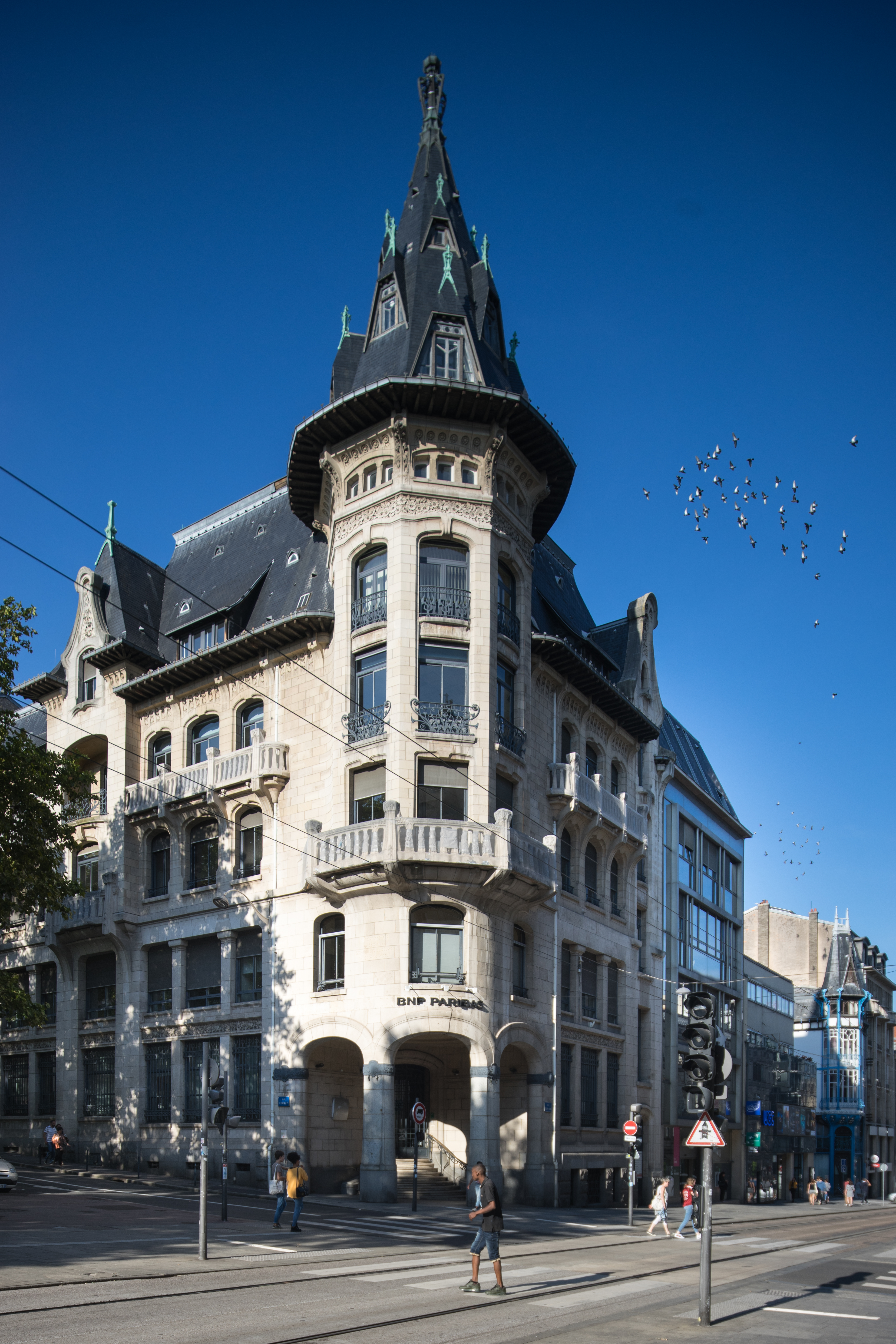
Banque Charles Renauld, à l'angle de la rue Chanzy.